# T-Systems
Die T-Systems International GmbH (kurz T-Systems oder TSI) ist ein international operierender Dienstleister für Informations- und Kommunikationstechnologie (ICT). Das Unternehmen gehört zur Deutschen Telekom AG und hat seinen Sitz in Frankfurt am Main.
T-Systems bietet Lösungen für die Branchen Automobilindustrie, Telekommunikation, den Finanzsektor, Handel, Dienstleistungen, Medien, Energie und Fertigungsindustrie sowie die öffentliche Verwaltung und das Gesundheitswesen. Dabei konzentriert sich das Unternehmen auf das Großkundengeschäft mit 400 multinationalen Unternehmen sowie Kunden aus dem öffentlichen und dem Gesundheitssektor. Kunden sind unter anderem Shell, BP, Deutsche Bahn AG, Schweizerische Bundesbahnen, Centrica, Daimler AG, Philips, MAN, Microsoft und E.ON.

## Geschichte

### 2000–2009: Gründung und Veränderungen
Die Geschichte von T-Systems begann im Oktober 2000, als die Deutsche Telekom AG einen Anteil von zunächst 50,1 % am damals größten herstellerunabhängigen deutschen IT-Dienstleister debis Systemhaus erwarb. Zuvor gehörte das debis Systemhaus zu 100 % der debis AG und damit der DaimlerChrysler AG. Das debis Systemhaus bildete den Grundstock der neu gegründeten T-Systems.
2001 übertrug die Telekom u. a. ihre Töchter DeTeCSM, T-Nova, Detecon, Berkom, Multimedia Software GmbH Dresden (später umfirmiert in T-Systems Multimedia Solutions), DeTeSystem, TELECASH und Infonet Services an T-Systems. Die zusammen rund 40.000 Mitarbeiter aller T-Systems-Einzelfirmen hatten 1999 einen Umsatz von etwa 20 Mrd. DM (ca. 10 Mrd. €) erwirtschaftet. Im August 2001 verlagerte T-Systems seinen Firmensitz von Bonn nach Frankfurt am Main.
Die Fusion von T-Systems und debis Systemhaus gestaltete sich schwierig. Die dezentrale Unternehmenskultur der debis-Welt prallte auf die zentralistische Management-Auffassung der Telekom-Welt, wobei sich schließlich die Telekom durchsetzte. Als Folge verließen viele Führungskräfte den Konzern.
Der Gründer des debis-Systemhauses, Karl Heinz Achinger, wurde überraschend zum Vorstandsvorsitzenden berufen, um nach kurzer Zeit infolge von unterschiedlichen Ansichten über die strategische Ausrichtung erst durch Christian A. Hufnagl und dann am 20. Januar 2003 durch Konrad F. Reiss abgelöst zu werden. Letzterer hatte schon zuvor Erfahrung mit dem ehemaligen debis Systemhaus gesammelt, dem er Jahre zuvor bei dem Joint-Venture mit Cap-Gemini kommissarisch vorgestanden hatte.
Im Januar 2002 übernahm T-Systems die restlichen 49,9 % des debis Systemhaus.
Im Zuge der strategischen Neuausrichtung der Telekom auf die nunmehr drei Säulen „Breitband/Festnetz“, „Mobilfunk“ und „Geschäftskunden“ übernahm T-Systems als Geschäftskundenmarke zum 1. Januar 2005 auch die Zuständigkeit für Großkunden und Mittelstand, die bisher von T-Com betreut wurden. Damit war ein Personaltransfer von rund 8500 Mitarbeitern innerhalb des Konzerns verbunden.
Innerhalb von T-Systems wurden die ca. 160.000 großen und mittelständischen Kunden dem Bereich „Business Services“ zugeordnet, der Bereich „Enterprise Services“ sollte für die ca. 200 internationalen Konzernkunden zuständig sein.
Nach dem überraschenden Tod von Konrad F. Reiss am 6. April 2005 übernahm Vorstandsvorsitzender Kai-Uwe Ricke innerhalb des Vorstandes der Deutschen Telekom AG die kommissarische Vertretung im Geschäftskundenbereich, während Wilfried Peters als ebenfalls kommissarischer Nachfolger von Reiss vorläufig den Vorsitz der Geschäftsführung von T-Systems übernahm.
Zum 1. Oktober 2005 berief der Telekom-Aufsichtsrat Lothar Pauly in den Konzernvorstand der Deutschen Telekom. Der langjährige Siemens-Manager und ehemalige Chef der krisengeschüttelten Siemens-Kommunikationssparte COM übernahm das Ressort Geschäftskunden und damit die Führung von T-Systems als CEO.
Zum Jahresende 2005 kaufte T-Systems die gedas AG, die IT-Tochter der Volkswagen AG. Der Kauf wurde im Februar 2006 von den Kartellbehörden genehmigt und schließlich im April vollzogen. Gedas hatte 2005 mit ca. 5500 Mitarbeitern einen Umsatz von 605,7 Mio. € erwirtschaftet. Der Kaufpreis wurde auf ca. 450 Mio. € geschätzt. Mit dem Kauf war die Unterzeichnung eines Rahmenvertrags mit VW verbunden. Der Vertrag hat eine Laufzeit von sieben Jahren und ein Volumen von 2,5 Milliarden Euro.
Infolge des von Telekom-Vorstandsvorsitzenden Ricke verkündeten Personalabbaus von ca. 32.000 Mitarbeitern wurden ab 2006 auch bei T-Systems ca. 5500 Stellen abgebaut. Außerdem wurde den Mitarbeitern ein „Skill Shift“ verordnet, d. h. der Schwerpunkt soll sich zu „höherwertigen“ Tätigkeiten wie Beratung und Projektmanagement verschieben, wogegen reine Programmierung in Zukunft verstärkt offshore in Billiglohnländer ausgelagert werden soll.
Nach der Aufsichtsratssitzung der Telekom am 28. Februar 2007 teilte die Telekom am 1. März 2007 per Pressemitteilung mit, dass T-Systems mit einem strategischen Partner im Wachstumsfeld ICT wachsen werde.
Am 31. Mai 2007 wurde Lothar Pauly durch René Obermann von seinen Führungsaufgaben entbunden. Als Grund werden seine vermuteten Verstrickungen in die Siemens-Korruptionsaffäre und die schlechte wirtschaftliche Lage von T-Systems angenommen. Die Telekom teilte mit, dass Finanzvorstand Karl-Gerhard Eick kommissarisch die Aufgaben von Pauly übernimmt. Am 15. Juni 2007 wurde Wilfried Peters zum kommissarischen Vorsitzenden der Geschäftsführung von T-Systems benannt. Zum 1. Dezember 2007 wurde er durch Reinhard Clemens abgelöst. Clemens war zuvor Vorsitzender der Geschäftsführung von EDS Deutschland.
Im März 2008 schloss die T-Systems einen Kooperationsvertrag mit dem US-Wettbewerber Cognizant ab. Erklärtes Ziel dieser Partnerschaft ist die weitgehende Verlagerung von Arbeitskapazitäten aus dem mitteleuropäischen Raum nach Indien. Dies betrifft in allererster Linie den Bereich der Systemintegration, da dieses Geschäftsfeld nach Ansicht der Geschäftsleitung von T-Systems ganz besonders von arbeitsaufwändigen und lohnkostenintensiven Programmiertätigkeiten geprägt ist. Im Zuge der Reorganisation beendete T-Systems Anfang 2013 die Partnerschaft mit Cognizant und pflegt seitdem eine Lieferantenbeziehung.
Zum 1. April 2009 ging die ehemalige Untergesellschaft T-Systems Business Services GmbH (BS) in der Muttergesellschaft Deutsche Telekom AG auf. Das Produktgeschäft mit bislang von Business Services und der T-Systems Enterprise Services GmbH betreuten 160.000 kleinen und mittelständischen Kunden führt seitdem die Geschäftskundensparte der Deutschen Telekom weiter. Damit wird die 2005 bis Mitte 2006 erst in die T-Systems vollzogene Integration der Geschäftskunden in die Tochtergesellschaft fast vollständig rückgängig gemacht. Bei T-Systems verbleiben die 400 größten Kunden aus internationalen IT- bzw. Großprojekten. Ende September 2009 wurde die T-Systems Enterprise Services GmbH in T-Systems International GmbH umbenannt, um die zunehmend weltweite Ausrichtung der T-Systems herauszustreichen.

### Seit 2010
Zur sicheren mobilen Kommunikation via Mobiltelefon entwickelte T-Systems die Verschlüsselungstechnik Sichere mobile Kommunikation (SiMKo). Im Jahr 2013 wurde SiMKo3 auf der Cebit vorgestellt. Auf den handelsüblichen Android-Smartphones von Samsung (Samsung Galaxy S II und Samsung Galaxy S III) wurde die ursprüngliche Software entfernt und durch eine neue ersetzt. Am 9. September 2013 wurde bekannt gegeben, dass SiMKo3 die BSI-Zulassung erhalten hat.
Im März 2014 wurde bekannt, dass T-Systems bis Ende 2015 4.900 Stellen abbauen will. 2.700 Stellen sollen bereits 2014 wegfallen.
Im Zuge der NSA-Affäre gab das Bundesministerium des Innern am 26. Juni 2014 bekannt, dass sie für die Betreuung ihrer Netz-Infrastruktur einen Wechsel von ihrem bisherigen Anbieter Verizon Communications zur Telekom vornehmen möchte.
Im Rahmen der Snowden-Enthüllungen wurde bekannt, dass T-Systems die Betreuung des sTESTA-Netzwerks von Orange Business Services und Hewlett-Packard übernimmt. Über das Netzwerk tauschen die Schengen-Mitgliedsstaaten die Daten von SIS II, VIS und EURODAC untereinander aus.
Im Frühjahr 2017 wurde die Legaleinheit Telekom IT als Deutsche Telekom IT GmbH ausgegründet und als Tochterunternehmen der Deutschen Telekom AG dem Konzernvorstandsbereich Technologie & Innovation direkt angegliedert. Interne IT-Dienstleistungen wurden direkt dorthin verlagert bzw. werden teilweise von der T-Systems im Auftrag der Deutschen Telekom IT weiterbetrieben.
2018 kündigte T-Systems den Abbau von weiteren 10.000 Stellen an – davon 5.700 in Deutschland.
Im Jahr 2020 vollzog der Konzern eine Transformation zum reinen IT- und Digitalanbieter. Die Telekommunikationsdienstleistungen wurden in das Geschäftskundensegment der Telekom Deutschland integriert[1]. Im Zuge dessen wechselten in Deutschland rund 3.000 Mitarbeiter in eine neue Tochtergesellschaft der Telekom Deutschland. Insgesamt gingen zur Jahresmitte 2020 in 24 Ländern 5.000 weitere Mitarbeiter von T-Systems in die neuen Tochtergesellschaften der Telekom Deutschland über.
T-Systems beschäftigte 2020 über 28.000 Mitarbeiter in 20 Ländern und erwirtschaftete einen Jahresumsatz von 4,2 Milliarden Euro und einen Verlust vor Zinsen und Steuern i.H.v. 650 Millionen Euro.
Im November 2021 ließ die Deutsche Telekom verlauten, dass man den Verkauf der defizitären T-Systems vorbereite.
Im November 2022 teilte der DTAG CEO Tim Höttges mit, dass die T-Systems nicht verkauft und im Konzern verbleiben wird, stattdessen wird eine strategische Neuausrichtung der T-Systems eingeleitet.

## Organisationsstruktur
Die T-Systems International GmbH (Amtsgericht Frankfurt am Main HRB 55933) bündelt das Geschäft der T-Systems: Vorsitzende des Aufsichtsrats ist Claudia Nemat.
- CEO inkl. Portfolio & Delivery (Ferry Abolhassan Vorsitzender der Geschäftsführung)
- Commercial (Elke Anderl, Geschäftsführer)
- Finance & Controlling (Christoph Ahrendt, Geschäftsführer)
- Human Resources (Zsuzsanna Friedl, Geschäftsführer)

## Untergesellschaften und Töchter (in Deutschland)

### T-Systems GEI
Die T-Systems GEI GmbH war eine Tochtergesellschaft der T-Systems International GmbH mit Sitz in Aachen. Das Unternehmen ist aus der debis Systemhaus Gesellschaft für Elektronische Informationsverarbeitung mbH hervorgegangen. 2008 erwirtschaftete das Unternehmen mit 2405 Beschäftigten einen Umsatz von 351 Mio. €. Die T-Systems GEI GmbH wurde zum 1. Juni 2019 auf die T-Systems International GmbH verschmolzen.

### Deutsche Telekom Healthcare and Security Solutions
Aus der ehemaligen T-Systems Solutions for Public Sector & Healthcare GmbH (SFPH) entstand nach der Konzernentscheidung, alle Aktivitäten im Geschäftsfeld Gesundheit zusammenzuführen, im Mai 2014 die heutige Deutsche Telekom Healthcare and Security Solutions (DTHS) mit Hauptsitz in Bonn, die neben E-Health im Bereich Sicherheit vor allem an POLIKS und Tetra BOS für die Kommunikation von Behörden und Organisationen mit Sicherheitsaufgaben (BOS) entwickelt. Aus den ehemaligen Unternehmen brightONE GmbH und Tieto GmbH, mit etwa 130 Mitarbeitern bei Übernahme, wurde die Tochtergesellschaft Deutsche Telekom Clinical Solutions GmbH (DTCS) gebildet, die sich vor allem mit der Entwicklung und Einführung des Informationssystems „iMedOne“ in Krankenhäusern beschäftigt. Das Unternehmen ist heute zum größten Teil in der T-Systems Information Services GmbH aufgegangen.

### T-Systems on site services
Die T-Systems on site services GmbH ist eine, auf am Standort Deutschland zu erbringende IT-Dienstleistungen, spezialisierte Tochtergesellschaft der T-Systems International GmbH mit den Standorten Berlin, Hamburg, Nürnberg, Wolfsburg, Leinfelden-Echterdingen, Bonn und Wilhelmshaven. Die Gesellschaft ist hauptsächlich für die Automobilbranche, Behörden und den Mutterkonzern, die Deutsche Telekom AG tätig. Sitz der Gesellschaft ist Berlin. Bis 2006 gehörte sie als gedas on site services GmbH zur ehemaligen Volkswagen-Tochter gedas. Nach deren Kauf und Verschmelzung auf T-Systems wurde der Name gedas nicht länger verwendet und auch in der Firmenbezeichnung der Tochter durch T-Systems ersetzt.

### T-Systems Multimedia Solutions
Die T-Systems Multimedia Solutions GmbH (MMS) war eine hundertprozentige Tochter der T-Systems International GmbH und begleitet Großkonzerne und mittelständische Unternehmen bei der digitalen Transformation. Verteilt auf sieben Standorte beschäftigt der Digital-Dienstleister rund 1600 Mitarbeiter. In Dresden befindet sich der Hauptsitz; weitere Standorte sind in Berlin, Bonn, Hamburg, Leipzig, Stuttgart, München, Rostock und Jena. Im Jahr 2020 erwirtschaftete das Unternehmen einen Umsatz von 191,5 Millionen Euro. Im Jahr 2023 transformierte sich die T-Systems Multimedia Solutions in die Deutsche Telekom MMS GmbH und wurde aus dem Konzern Segment T-Systems ausgeschlossen.

### T-Systems Solutions for Research
Die T-Systems Solutions for Research GmbH (SfR) wurde am 19. April 1999 als Joint Venture der T-Systems International mit dem Deutschen Zentrum für Luft- und Raumfahrt e. V. (DLR) in Oberpfaffenhofen gegründet. Das Unternehmen ist auf IT-Dienstleistungen für Forschungseinrichtungen spezialisiert und an zehn Standorten in Deutschland tätig. Die ursprünglich vom Deutschen Zentrum für Luft- und Raumfahrt gehaltenen 25 % der Gesellschaftsanteile übernahm T-Systems Anfang 2009. Der Geschäftssitz wechselte im Juli 2017 von Weßling nach Berlin. Das Unternehmen ist heute in der T-Systems Information Services GmbH aufgegangen.

### T-Systems Information Services GmbH
Die T-Systems Information Services GmbH (IFS) konzentriert sich auf Anwendungen für Behörden und Organisationen mit Sicherheitsaufgaben (BOS) – insbesondere für die Polizei. Bereits seit 2005 ist das Vorgangsbearbeitungssystem PLX unter dem Namen POLIKS bei der Berliner Polizei in Betrieb und wird seither betreut und ständig weiterentwickelt. Im Jahr 2013 beauftragte das Bundesland Nordrhein-Westfalen die Lieferung und Einführung eines landesweiten Vorgangsbearbeitungs- und Fahndungssystems auf Basis von PLX, einer Kernapplikation der Polizei, die von 40.000 Beamten genutzt wird. Weitere Schwerpunkte sind Lösungen für die Einsatzführung: Einsatzleit- und Stabsinformationssysteme und deren Anbindung an das Digitalfunksystem TETRA und mobile Polizeilösungen wie der interaktive Funkstreifenwagen.
Die IFS ist aus der T-Systems Solutions for Research GmbH (SfR), dem Security Solutions Bereich der Deutsche Telekom Healthcare and Security Solutions GmbH (DTHS) sowie den Bereichen Application Development und Integrated Lifecycle Management hervorgegangen. Der Sitz der IFS ist Berlin. Das Unternehmen ist an mehreren Standorten in Deutschland vertreten.

### Detecon
Die Detecon International GmbH (Detecon) (früher Deutsche Telepost Consulting) ist ein Beratungsunternehmen für integrierte Management- und Technologieberatung. Das Unternehmen ist eine hundertprozentige Tochter der T-Systems International GmbH. Detecon fungiert als Beratungspartner für das Geschäftsfeld Advisory Services der T-Systems und hilft Kunden, ihre Transformation im gesamten Digitalisierungsspektrum von der Strategie bis zur Implementierung voranzutreiben.
Detecon hat seinen Hauptsitz in Köln und erwirtschaftete 2020 mit 1.124 Beratern einen Umsatz von 193,5 Mio. €.

### ORBIT IT-Solutions
ORBIT IT-Solutions gehört zu 100 % zur Detecon International GmbH, einem Unternehmen der Deutschen Telekom Gruppe und der T-Systems International GmbH. ORBIT ist seit 1985 IT-Dienstleister für individuelle System- und Softwarelösungen mit Hauptsitz in Bonn. Das jährliche Wachstum beträgt durchschnittlich 15 %.

### rola Security Solutions
Die rola Security Solutions GmbH in Oberhausen entwickelt IT-Lösungen auf dem Gebiet der Inneren und Äußeren Sicherheit sowie der nachrichtendienstlichen Aufklärung für Sicherheits- und Polizeibehörden sowie Unternehmen.

### Deutsche Telekom Security GmbH
Zum 1. Juli 2020 wurde der Geschäftsbereich Security der T-Systems International GmbH in eine eigene GmbH, die Deutsche Telekom Security GmbH, ausgegliedert. Das Tätigkeitsfeld des neu geschaffenen Unternehmens bleibt unverändert bei IT, Personal, Zutritt, uvm. für interne und externe Kunden.

## Töchter und Beteiligungen (international)
Unter dem T-Systems-Namen oder der Abkürzung TSI bestehen weltweit zahlreiche nationale Tochtergesellschaften. Die größten sind T-Systems Belgium NV, T-Systems Nordic TC A/S in Dänemark und Schweden, TSI Finnland, T-Systems France SAS, T-Systems Information and Communication Technology E.P.E. in Griechenland, T-Systems Spring Italia srl, T-Systems Luxembourg S.A., T-Systems Nederland B.V., T-Systems Austria GesmbH, T-Systems Polska Sp.z o.o., T-Systems ICT Romania S.R.L., T-Systems CIS in Russland, T-Systems Schweiz AG, T-Systems Slovakia s.r.o., T-Systems ITC Iberia, S.A in Spanien und T-Systems Telekomünikasyon Limited Sirketi in der Türkei. Darüber hinaus unter anderem auch:

### Satellic
Die Satellic N.V. mit Sitz in Machelen, Belgien ist ein Systemintegrator für den Aufbau und den Betrieb von Maut- und Verkehrsmanagementsystemen. Satellic gehört zu 76 Prozent T-Systems International und zu 24 Prozent dem österreichischen Baukonzern Strabag. Kern des Joint Venture bildete die in Berlin bereits im Jahr 2006 durch T-Systems gegründete Satellic Traffic Management GmbH. Satellic erhebt seit dem 1. April 2016 in Belgien die LKW-Maut.

### IT Services Hungary Szolgáltató
Die IT Services Hungary Szolgáltató Kft. (ITSH) mit Sitz in Budapest beschäftigt sich vorwiegend mit Dienstleistung im Bereich Systemintegration und IT-Outsourcing. Nach Unternehmensinformation der Deutschen Telekom ist sie Ungarns führender Arbeitgeber in der IKT-Branche.

### Software Daten Service Gesellschaft m.b.H.
Die Software Daten Service Gesellschaft m.b.H. in Österreich mit Sitz in Wien ist auf die Entwicklung und Vermarktung eines ganzheitlichen Produkt- und Dienstleistungsportfolios für die internationale Finanzindustrie in den Bereichen Wertpapierabwicklung, Steuer- und regulatorisches Berichtswesen sowie Compliance spezialisiert.

## Ehemalige Untergesellschaften und Marken

### T-Systems CDS, CSS, Nova und PCM
Zum 1. Januar 2004 (Handelsregistereintragung 27. Oktober 2004) wurden die T-Systems CDS GmbH mit Sitz in Darmstadt, die T-Systems CSS GmbH mit Sitz in Aachen, die T-Systems Nova GmbH mit Sitz in Bonn sowie die T-Systems PCM GmbH mit Sitz in Feldkirchen auf die T-Systems International GmbH verschmolzen.

### T-Systems Business Services
Die T-Systems Business Services GmbH (BS) mit Sitz in Bonn bildete bis 2008 neben der T-Systems Enterprise Services GmbH einen der beiden Hauptbereiche von T-Systems. Der Geschäftseinheit Business Services (BS) oblag die IT- und TK-Umsatzverantwortung für etwa 160.000 kleine und mittelständische Geschäftskunden der T-Systems. Im Zuge der neuen Fokussierung von T-Systems wurden Kunden der BS mit Bedarf an telekommunikationsorientierten Standardprodukten, die die Mehrheit darstellen, an die neue Geschäftskundensparte innerhalb der Telekom übertragen. Einzelne Bereiche der BS im Großkundengeschäft wurden an die ES übertragen.
Die Business Unit (BU) BS bestand aus zwei Service Units (SU):
- Sales, Service Management & Operations (BS Sales & Service Management, TC Operations, Business & Management Services, Finance & Controlling)
- Marketing & Produktmanagement

### T-Systems Media&Broadcast
Die T-Systems Media&Broadcast GmbH (M&B) mit ca. 1200 Mitarbeitern ist im Januar 2008 an die französische Télédiffusion-de-France-Gruppe für ca. 850 Mio. Euro verkauft worden. Sie firmiert jetzt als Media Broadcast GmbH und ist wie bisher Dienstleister für Medienverbindungen und Netzwerke sowie Lizenzinhaber vieler terrestrischen Sendungen (analog: UKW, KW, MW, LW; digital: IP-TV, Satellitenübertragung; Content-Distribution) in Deutschland.

### T-Systems Traffic
Die T-Systems Traffic GmbH führte im April 2004 den Dienst TMCpro (heute NAVTEQ Traffic) ein. TMCpro ist ein kostenpflichtiger TMC-Stauwarndienst, der über den RDS-Unterträger von UKW-Sendern verbreitet wird.
Im Januar 2009 wurde jedoch die T-Systems Traffic GmbH und somit auch der Dienst TMCpro von NAVTEQ, dem führenden Kartenanbieter in Europa, übernommen und in Navteq Services GmbH umbenannt. Seitdem wurde der Dienst stetig ausgebaut und viele weitere Features, wie z. B. Positionsbestimmung über die 4000 fassartigen Sensoren entlang der Autobahnen oder mit GPS-fähigen Geräten wie Smartphones hinzugefügt.

### gedas
Die VW-Tochter gedas wurde am 1. April 2006 an T-Systems verkauft. Der Markenname gedas wurde nur noch bis zum 15. November 2006 genutzt und ist dann durch T-Systems ersetzt worden. Das Unternehmen ist seit 1. Januar 2007 Bestandteil der T-Systems Enterprise Services, seit 2009 T-Systems International.

### T-Systems RSS
Mit Wirkung zum 1. Januar 2013 wurde die T-Systems Regional Services & Solutions GmbH (T-Systems RSS) von der T-Systems International GmbH zur Telekom Deutschland GmbH übertragen und heißt seitdem Deutsche Telekom Regional Services & Solutions GmbH (DT RSS). Zum 1. April 2013 wurde die gesellschaftsrechtliche Übertragung der Gesellschaftsanteile der T-Systems International zur Telekom Deutschland GmbH vollzogen. Am 1. Juli 2017 wurde die DT RSS umfirmiert und unter dem Namen „Deutsche Telekom Individual Solutions & Products GmbH“ (DT ISP) umstrukturiert.

### T-Systems IDS
Am 8. April 2014 gab T-Systems bekannt, die auf On-Site Desktop-Services spezialisierte Tochter T-Systems Individual Desktop Solutions GmbH (T-Systems IDS) an die Aurelius AG zu verkaufen. Über den Kaufpreis wurde von beiden Seiten Stillschweigen vereinbart. Die Firma hieß später Getronics IDS GmbH und gehörte in der Aurelius AG zur Getronics-Gruppe. Nach weiteren 2 Jahren wechselte erneut der Eigentümer und die Umbenennung in InfinIT Services GmbH erfolgte, welche im Jahr 2020 Insolvenz angemeldet hat.

### T-Systems DDM GmbH
Die T-Systems DDM GmbH wurde wie debis von der Telekom übernommen und war bis zum 31. Dezember 2015 eine 100%ige Tochter der T-Systems International GmbH. DDM steht für Druck- und Datenmanagement. Neben mehreren redundanten Druckzentren war die Datenarchivierung der Schwerpunkt der DDM. Am 1. Januar 2016 wurde diese Tochter an die regiocom GmbH verkauft und trägt nun den Namen rcDDM. Im September 2018 wurde die rcDDM von der Paragon Group übernommen.

## Aufträge in Südafrika
T-Systems versorgt seit 2010 das südafrikanische Eisenbahnunternehmen Transnet mit IT-Hardware. 2022 nahm die Staatsanwaltschaft Frankfurt Ermittlungen gegen T-Systems wegen Korruption auf. Ihr wird vorgeworfen unter Südafrikas ehemaligem Präsidenten Jacob Zuma in Zusammenarbeit mit der Gupta-Familie Schmiergeld bezahlt zu haben um Aufträge zu erhalten. Auslöser für die Ermittlungen der deutschen Staatsanwaltschaft waren Berichte einer südafrikanischen Untersuchungskommission.